# Bilbao Basket
Bilbao Basket, também conhecido como Club Basket Bilbao Berri, é um clube profissional de basquetebol baseado na cidaded de Bilbau, Biscaia, Espanha. Fundado no ano 2000, o time manda seus jogos na Bilbao Arena.

## Uniforme
| Casa | Visitante |